# 2. Inline-Skaterhockey-Bundesliga 2010
Die Saison 2010 war eine Spielzeit der zweithöchsten Liga im deutschen Inline-Skaterhockey und begann am 28. Februar 2010 in der Nordstaffel mit der Partie Holtenau Huskies gegen die 2. Mannschaft der Bissendorfer Panther. Es nahmen 19 Mannschaften an der von der ISHD organisierten Liga teil, davon jeweils zehn in der Nordstaffel und neun in der Südstaffel. Meister der Liga wurden im Norden die Bochum Lakers sowie die IVA Rhein Main Patriots im Süden.

## Teilnehmer

### 2. Bundesliga Nord
| Klub                        | Standort      | Vorjahr                         |                                 |
| --------------------------- | ------------- | ------------------------------- | ------------------------------- |
| Bissendorfer Panther II     | Wedemark      | 3.                              |                                 |
| Bochum Lakers               | Bochum        | 5.                              |                                 |
| Bremerhaven Whales          | Bremerhaven   | Aufsteiger aus der Regionalliga | Aufsteiger aus der Regionalliga |
| Hannover Hurricanzes        | Hannover      | 7.                              |                                 |
| Hamburg Sharks              | Hamburg       | 4.                              |                                 |
| Holtenau Huskies            | Kiel          | 10.                             |                                 |
| Engelbostel Devils          | Langenhagen   | Aufsteiger aus der Regionalliga |                                 |
| Piranhas Oberhausen         | Oberhausen    | 6.                              |                                 |
| Fireballs Sterkrade         | Oberhausen    | Aufsteiger aus der Regionalliga |                                 |
| Wilhelmshaven Jade Warriors | Wilhelmshaven | 8.                              |                                 |

### 2. Bundesliga Süd
| Klub                    | Standort           | Vorjahr                         |                                 |
| ----------------------- | ------------------ | ------------------------------- | ------------------------------- |
| RRV Bad Friedrichshall  | Bad Friedrichshall | Aufsteiger aus der Regionalliga |                                 |
| TSV Bernhardswald       | Bernhardswald      | 6.                              |                                 |
| IVA Rhein Main Patriots | Niddatal           | Aufsteiger aus der Regionalliga | Aufsteiger aus der Regionalliga |
| Deggendorf Pflanz       | Deggendorf         | 5.                              |                                 |
| Dragons Heilbronn       | Heilbronn          | 4.                              |                                 |
| Kerpen Barracudas       | Kerpen             | 7.                              |                                 |
| Langenfeld Devils       | Langenfeld         | 9. (Nord)                       |                                 |
| HC Merdingen            | Merdingen          | Aufsteiger aus der Regionalliga |                                 |
| Commanders Velbert      | Velbert            | 9.                              |                                 |

## Vorrunde

### 2. Bundesliga Nord
|     | Mannschaft                  | Sp | S  | U | N  | Tore    | +/-  | P  |
| --- | --------------------------- | -- | -- | - | -- | ------- | ---- | -- |
| 1.  | Bochum Lakers               | 18 | 14 | 2 | 2  | 194:088 | +106 | 30 |
| 2.  | Bissendorfer Panther II     | 18 | 13 | 1 | 4  | 130:078 | +052 | 27 |
| 3.  | Hamburg Sharks              | 18 | 11 | 3 | 4  | 121:094 | +027 | 25 |
| 4.  | Bremerhaven Whales          | 18 | 11 | 1 | 6  | 147:119 | +028 | 23 |
| 5.  | Wilhelmshaven Jade Warriors | 18 | 10 | 2 | 6  | 184:135 | +049 | 22 |
| 6.  | Fireballs Sterkrade         | 18 | 7  | 1 | 10 | 119:112 | +007 | 15 |
| 7.  | Holtenau Huskies            | 18 | 6  | 2 | 10 | 099:121 | −022 | 14 |
| 8.  | Hannover Hurricanez         | 18 | 6  | 0 | 12 | 081:159 | −078 | 12 |
| 9.  | Piranhas Oberhausen         | 18 | 3  | 3 | 12 | 096:144 | −048 | 09 |
| 10. | Engelbostel Devils          | 18 | 1  | 1 | 16 | 064:185 | −121 | 03 |

### 2. Bundesliga Süd
|    | Mannschaft              | Sp | S  | U | N  | Tore    | +/- | P  |
| -- | ----------------------- | -- | -- | - | -- | ------- | --- | -- |
| 1. | IVA Rhein Main Patriots | 16 | 13 | 1 | 2  | 120:046 | +74 | 27 |
| 2. | HC Merdingen            | 16 | 10 | 0 | 6  | 112:085 | +27 | 20 |
| 3. | Dragons Heilbronn       | 16 | 9  | 0 | 7  | 107:073 | +34 | 18 |
| 4. | TSV Bernhardswald       | 16 | 8  | 1 | 7  | 106:081 | +25 | 17 |
| 5. | Deggendorf Pflanz       | 16 | 8  | 1 | 7  | 091:077 | +14 | 17 |
| 6. | Langenfeld Devils       | 16 | 8  | 0 | 8  | 084:100 | −16 | 16 |
| 7. | Commanders Velbert      | 16 | 7  | 1 | 8  | 100:131 | −31 | 15 |
| 8. | Kerpen Barracudas       | 16 | 4  | 2 | 10 | 066:132 | −66 | 10 |
| 9. | RRV Bad Friedrichshall  | 16 | 2  | 0 | 14 | 055:116 | −61 | 04 |

Abkürzungen: Sp = Spiele, S = Siege, U = Unentschieden, N = Niederlagen, P = Punkte

Erläuterungen:

## Trivia
- Die Rhein Main Patriots schaffen den direkten Durchmarsch von der Regionalliga in die 1. Bundesliga.
- Die Bissendorfer Panther II konnten bereits zum zweiten Mal seit der Ligazugehörigkeit die Vizemeisterschaft erlangen.